# Vanguard (skib)
Royal Navy har haft 11 skibe med navnet Vanguard. Navnet betyder "fortrop".
- Galleonen HMS Vanguard: Søsat 1586 med 31 kanoner, og ombygget to gange inden ophugningen i 1630. Dele af skibet blev genbrugt i den næste Vanguard.
- Linjeskibet HMS Vanguard: Søsat 1631 som en 56-kanoners "second-rate". Deltog i de britisk-hollandske krige og blev kasseret i 1667.
- Linjeskibet HMS Vanguard: Søsat 1678 som "second-rate" tre-dækker med 90 kanoner. Sank i 1703 men blev hævet i 1704. Skibet blev ombygget to gange og fik i 1728 navnet HMS Duke. Hugget op i 1769.
- Linjeskibet HMS Vanguard: Søsat 1748 som "third-rate" med 70 kanoner. Solgt i 1774.
- Kanonbåden HMS Vanguard: Havde fire kanoner og blev erobret 1780, købt i 1781 og solgt i 1783.
- Linjeskibet HMS Vanguard: Søsat 1787 som "third-rate" med 74 kanoner. Blev fængselsskib i 1812, flydende krudtlager i 1814 og blev ophugget i 1821.
- Linjeskibet HMS Vanguard: Søsat 1835 som "third-rate" med 78 kanoner. Skiftede navn til HMS Ajax i 1867, og blev ophugget i 1875.
- Panserskibet HMS Vanguard: Søsat 1870 som en del af Audacious-klassen. Sank efter kollision med HMS Iron Duke i 1875.
- Slagskibet HMS Vanguard: Søsat 1909 som en del af St. Vincent-klassen. Sank efter eksplosion i 1917.
- Slagskibet HMS Vanguard: Søsat 1944 som det sidste britiske slagskib. Ophugget i 1960.
- Atomubåden HMS Vanguard: Søsat i 1992 som første skib i Vanguard-klassen. Fortsat i tjeneste.

United States Navy har haft ét skib med navnet Vanguard.
- Missilsporingsskibet USNS Vanguard (T-AGM-19): Søsat i 1943 som tankskibet USS Mission San Fernando (T-AO-122). Fuldstændig ombygget 1964 som missilsporingsskib med Navnet Muscle Shoals (AGM-19). I 1966 omdøbt til Vanguard (T-AGM-19). Udgået af aktiv tjeneste 1999 og fortsat i reserve.